# Tony Appleton
Tony Appleton né en 1936 au Royaume-Uni est un crieur professionnel connu pour avoir annoncé les naissances des enfants du prince William et de Kate Middleton et du Prince Harry et de Meghan Markle. Sa première annonce en habit traditionnel a berné les journalistes, qui ont cru en une annonce officielle du palais de Buckingham,,.

## Jeunesse
Appleton sert dans la Royal Navy pendant la crise de Suez et la guerre de Corée sur le HMS Implacable. Il rencontre la reine Élisabeth II pour la première fois alors qu'il est un marin de dix-sept ans lors d'une inspection royale du navire. Après avoir quitté la marine, Appleton fait de la prospection de diamants en Afrique australe et dirige plus tard un magasin de tapis. Appleton possède également une maison de soins à Chelmsford, dans l'Essex.

## Carrière comme crieur

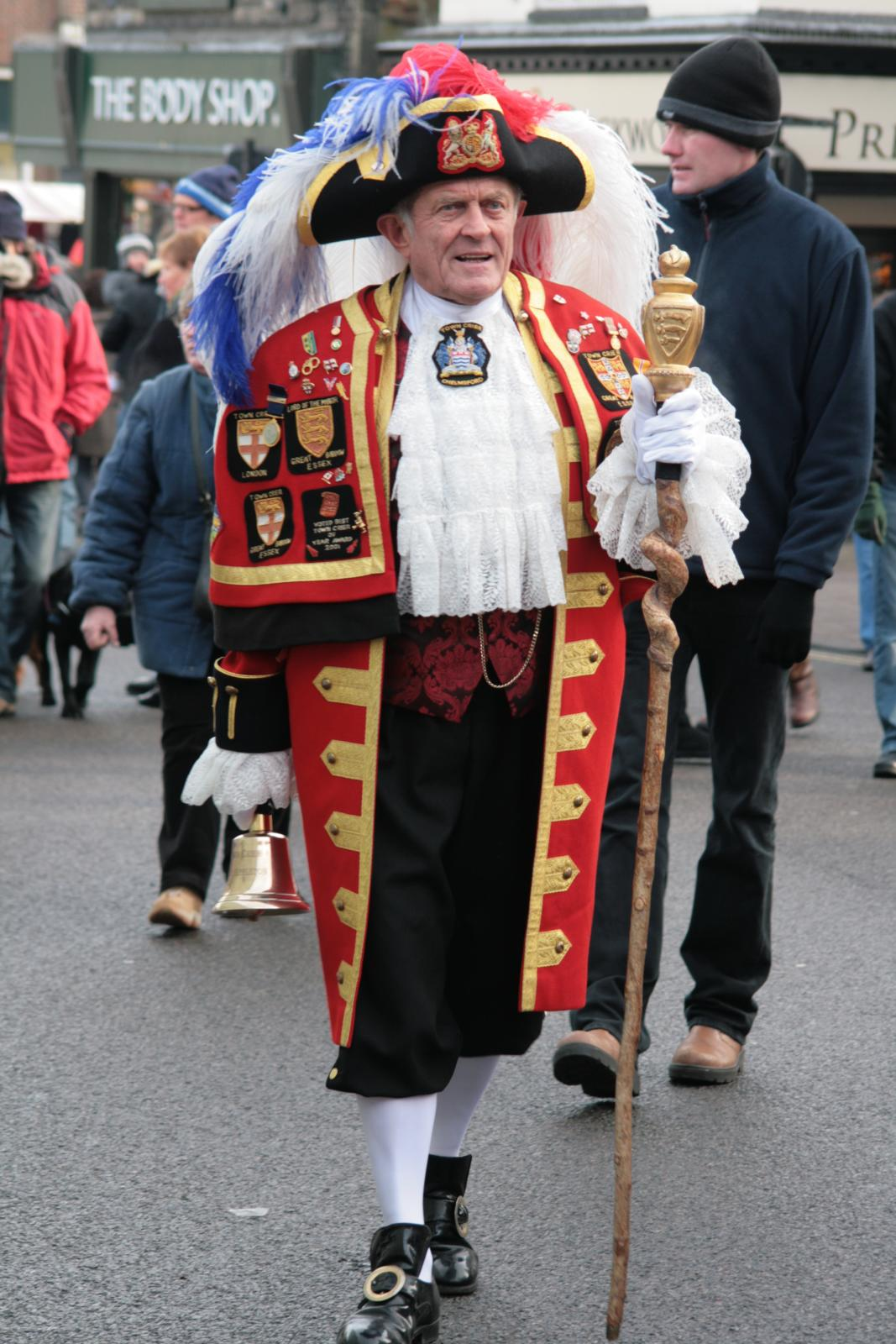
Le crieur public Tony Appleton à la 7e édition annuelle de Noël Fayre à Bury en 2010

Appleton se forme ensuite en tant que toastmaster et ouvre des événements à Milan, Amsterdam et Las Vegas. Appleton se souvient que lors d'une cérémonie d'ouverture de la fête, un jeune enfant lui a dit qu'il ressemblait à un crieur public, et qu'il n'avait jamais regardé en arrière depuis lors. Au début des années 2000, Appleton devient le crieur public officiel de Romford, au nord-est de Londres.  Appleton se présente comme le président de la guilde des crieurs internationaux du millénaire sur son site web. Appleton a ensuite des fonctions officielles de crieur lors du mariage de 2011 du prince William et de Catherine Middleton, du jubilé de diamant de la reine Élisabeth II en 2012 et de la cérémonie de clôture des Jeux olympiques d'été de 2012.
Bien qu'il n'ait aucun rôle royal formel, Appleton devient célèbre pour ses annonces non officielles de naissances royales et d'autres événements. Appleton acquiert une renommée internationale en 2013 en annonçant la naissance du prince George de Cambridge sur les marches de l'aile Lindo à l'hôpital St Mary à Paddington, Londres. Appleton, qui se décrit comme un royaliste, déclare qu'il est arrivé à l'hôpital à l'improviste et ne s'attendait pas à être autorisé à se rendre sur les marches de l'hôpital pour annoncer la naissance. En dépit de son manque de rôle royal, les journalistes américains Anderson Cooper et Rachel Maddow diffusent ses annonces sur leurs spectacles en le décrivant comme un crieur royal ; Maddow publie un rectificatif ultérieurement.
En mai 2015, Appleton annonce la naissance de la princesse Charlotte à l'endroit même où il a annoncé celle de son frère le prince George. Dans une interview avec Us Weekly, Appleton déclare que contrairement à son annonce précédente, l'entourage royal attendait sa présence à l'extérieur de l'hôpital. Plus tard dans la même année, Appleton annonce aux portes du palais de Buckingham qu'Élisabeth II a surpassé son arrière-arrière-grand-mère, la reine Victoria, en tant que monarque ayant régné le plus longtemps en Grande-Bretagne. En novembre 2017, Appleton – encore une fois à titre officieux – annonce les fiançailles du prince Harry et de l'actrice américaine Meghan Markle aux portes du palais de Kensington à Londres.
Appleton se rappelle à l'attention du public en avril 2018, quand il annonce la naissance du prince Louis de Cambridge sur les marches de l'hôpital St Mary. L'annonce d'Appleton est une fois de plus prise pour officielle par les médias américains, avec CBS Morning News, qui diffuse l'annonce en direct, décrivant l'annonce d'Appleton comme « officielle » sur les ondes et sur le compte Twitter officiel de CBS News.
Appleton revient encore une fois à la une en mai 2019, quand il annonce la naissance d'Archie Mountbatten-Windsor devant le château de Windsor. Une foule de personnes, notamment des journalistes, était massée autour de lui.
Le journaliste indépendant Jon Stone a comparé le rôle officieux d'Appleton à la présence des évêques à la Chambre des Lords et l'incapacité des députés à démissionner officiellement à la Chambre des communes, tandis que Jess Brammar, journaliste britannique du Huffington Post, a comparé Appleton au rôle de Black Rod et le spectacle correspondant à l'invitation de Black Rod aux députés au discours annuel du Trône.
Il fête le Brexit sur la place du parlement le jour du départ du Royaume-Uni de l'Union européenne le 31 janvier 2020.

## Autobiographie
L'autobiographie d'Appleton, intitulée Now or Never, a été publiée en 2016.